# Feuerwehr Brandenburg an der Havel
Die Feuerwehr Brandenburg an der Havel der Stadt Brandenburg wurde im Jahr 1872 gegründet. Sie gliedert sich heute in eine Berufsfeuerwehr und neun Freiwillige Feuerwehren.

## Allgemeines
Zu den Einsätzen in den verschiedenen Stadt- und Ortsteilen werden die jeweiligen Freiwilligen Feuerwehren und die Berufsfeuerwehr alarmiert. Durch die Alarmierung der Freiwilligen wie auch der Berufsfeuerwehr wird sichergestellt, dass zu jeder Tages- und Nachtzeit zeitnah Einsatzkräfte am Einsatzort eintreffen. Von dieser doppelten Alarmierung ist die Freiwillige Feuerwehr Brandenburg ausgenommen, da diese sich mit der Berufsfeuerwehr eine Wache teilt. Trifft die Freiwillige Feuerwehr vor den Kameraden der Berufsfeuerwehr am Einsatzort ein und beurteilt der Einsatzleiter, dass seine Kräfte und Mittel ausreichen, dann bricht die Berufsfeuerwehr die Anfahrt zum Einsatzort ab und kehrt in ihre eigene Feuerwache zurück.

## Berufsfeuerwehr
Zur Brandbekämpfung und technischen Hilfeleistung ist neben der Freiwilligen Feuerwehr seit 1917 auch die Berufsfeuerwehr tätig. Die Hauptlast der Einsätze im Stadtgebiet von Brandenburg übernimmt die Berufsfeuerwehr mit ihren 64 Kameraden. Diese sind in drei Wachabteilungen aufgeteilt, die jeweils eine 24-Stunden-Schicht absolvieren.

## Freiwillige Feuerwehr

### Brandenburg
Gegründet wurde die Freiwillige Feuerwehr Brandenburg im Jahr 1872. Die Freiwillige Feuerwehr Brandenburg hat einige Besonderheiten gegenüber den restlichen acht Freiwilligen Feuerwehren im Stadtgebiet. Zum einen gilt für sie das doppelte Alarmierungsverfahren nicht, da sie sich mit der Berufsfeuerwehr eine Feuerwache teilt. Daher kommt die Freiwillige Feuerwehr nur zum Einsatz:
- wenn Kräfte und Mittel der Berufsfeuerwehr nicht ausreichen
- zur Wachbesetzung, bei länger dauernden Einsätzen der Berufsfeuerwehr
- zu Einsätzen im gesamten Stadtgebiet, wenn die Berufsfeuerwehr bereits im Einsatz ist oder dort Kräfte und Mittel nicht ausreichen
- zu Einsätzen die eine Dekontamination erfordern (Dekon-P)

Der Fuhrpark der Freiwilligen Feuerwehr Brandenburg umfasst ein Löschgruppenfahrzeug 16/12, ein Tanklöschfahrzeug 16/24 und ein Tanklöschfahrzeug 20/40. Darüber hinaus wird zum Teil Einsatztechnik der Berufsfeuerwehr mit besetzt. Dazu zählt ein Tanklöschfahrzeug 24/50, zwei Wechselladerfahrzeuge, ein Gerätewagen, Mannschaftstransportfahrzeug und Versorgungsfahrzeuge.

### Gollwitz
Die Freiwillige Feuerwehr Gollwitz wurde 1923 gegründet. Die Freiwillige Feuerwehr verfügt über ein Tragkraftspritzenfahrzeug-Wasser. Seit 2003 gehört die Freiwillige Feuerwehr Gollwitz mit zur Freiwilligen Feuerwehr Brandenburg an der Havel.

### Göttin
Die Gründung der Freiwilligen Feuerwehr des Ortes Göttin war 1928. Als Einsatzfahrzeug steht der Freiwilligen Feuerwehr Göttin ein Löschgruppenfahrzeug 10 zur Verfügung. Seit der Eingemeindung von Göttin 1993 zur Stadt Brandenburg gehört die Ortsfeuerwehr mit zur Freiwilligen Feuerwehr Brandenburg an der Havel.

### Kirchmöser
Das genaue Gründungsjahr der Freiwilligen Feuerwehr Kirchmöser ist unbekannt, es war irgendwann in den 1920er Jahren. Der Fuhrpark der Freiwilligen Feuerwehr umfasst ein Löschgruppenfahrzeug 10, ein Tanklöschfahrzeug 16/24, eine Drehleiter mit Rettungskorb 23-12 und ein Feuerwehrrettungsboot. 1952 wurde die selbstständige Gemeinde Kirchmöser nach Brandenburg eingemeindet, daher ist auch die Freiwillige Feuerwehr des Ortes seit 1952 eine Abteilung der Freiwilligen Feuerwehr Brandenburg an der Havel.

### Klein Kreutz
Die Freiwillige Feuerwehr Klein Kreutz wurde 1924 gegründet. Die Freiwillige Feuerwehr verfügt über ein Löschgruppenfahrzeug 8/6. Seit 1993 gehört die Freiwillige Feuerwehr Klein Kreutz mit zur Freiwilligen Feuerwehr Brandenburg an der Havel.

### Mahlenzien
Das genaue Gründungsjahr der Freiwilligen Feuerwehr Mahlenzien ist unbekannt. Die Freiwillige Feuerwehr verfügt über ein Löschgruppenfahrzeug 8/6. 1993 wurde die selbstständige Gemeinde Kirchmöser nach Brandenburg eingemeindet. Bis dahin war Mahlenzien ein Ortsteil von Kirchmöser und wurde dann ein selbstständiger Ortsteil von Brandenburg, daher ist auch die Freiwillige Feuerwehr des Ortes seit 1993 eine Abteilung der Freiwilligen Feuerwehr Brandenburg an der Havel.

### Plaue
Die Gründung der Freiwilligen Feuerwehr Plaue war 1886. Sie ist damit die zweitälteste Feuerwehr der Freiwilligen Feuerwehr Brandenburg an der Havel. Zu den Einsatzmitteln der Freiwilligen Feuerwehr gehören unter anderem ein Löschgruppenfahrzeug 8/6, ein Mannschaftstransportfahrzeug und ein Feuerwehrrettungsboot. Seit der Eingemeindung von Göttin 1993 zur Stadt Brandenburg gehört die Ortsfeuerwehr mit zur Freiwilligen Feuerwehr Brandenburg an der Havel.

### Schmerzke
Die Freiwillige Feuerwehr Schmerzke gründete sich 1922. Ihre Einsatzmittel umfassen unter anderem Tragkraftspritzenfahrzeug-Wasser sowie einen Mannschaftstransportfahrzeug. 1993 hörte Schmerzke als selbstständiger Ort auf zu existieren und wurde Teil von Brandenburg an der Havel, wie auch die Freiwillige Feuerwehr des Ortes so ein Teil der Freiwilligen Feuerwehr Brandenburg an der Havel wurde.

### Wust
Die Freiwillige Feuerwehr Wust wurde 1922 gegründet. Die Freiwillige Feuerwehr verfügt über ein Tragkraftspritzenfahrzeug-Wasser. Seit 2003 gehört die Freiwillige Feuerwehr Wust mit zur Freiwilligen Feuerwehr Brandenburg an der Havel.

### Nachwuchsförderung

#### Jugendfeuerwehr und Kinderfeuerwehr
Alle Freiwilligen Feuerwehren haben jeweils eine Jugendfeuerwehr und eine Kinderfeuerwehr.